# Centro Cultural Internacional Oscar Niemeyer
El Centro Cultural Internacional Oscar Niemeyer, conocido habitualmente como Centro Niemeyer o simplemente el Niemeyer, es un centro cultural diseñado por el brasileño Oscar Niemeyer situado en la ciudad asturiana de Avilés (España).
Levantado junto a la ría de Avilés, contrasta con el casco antiguo de la villa y la tradicional imagen industrial de la zona gracias a sus líneas curvas y su predominante color blanco. Se trata de una de las pocas obras de Niemeyer en Europa y la única en España, siendo su diseño realizado unos años después de recibir el Premio Príncipe de Asturias.
Durante el mes de marzo de 2021 el centro celebró el X aniversario de su apertura con una serie de actos que se complementaron durante el año.

## Origen y diseño
A la edad de 82 años, el arquitecto brasileño Oscar Niemeyer (creador de la ciudad de Brasilia, mito de la arquitectura universal y hasta su muerte en 2012, único arquitecto vivo cuya obra es considerada Patrimonio de la Humanidad por la Unesco) recibió el Premio Príncipe de Asturias de las Artes en 1989 en Oviedo de la mano del futuro Felipe VI, siendo este galardón el origen de la relación del arquitecto con el Principado de Asturias.
Años más tarde, con motivo del XXV Aniversario de los Premios Príncipe de Asturias, Niemeyer donó un gran proyecto al Principado. Esta es la única obra de Oscar Niemeyer en España y, según sus propias palabras, la más importante de todas las que ha realizado en Europa. Por esta razón, el Centro recibió el nombre de su artífice. Descrita por el arquitecto como "una plaza abierta a todo el mundo, un lugar para la educación, la cultura y la paz". Cuando se inauguró, Oscar Niemeyer había cumplido 103 años, participando con un vídeo en la inauguración.

## Descripción

#### Ubicación
El centro se ubica en la ría de Avilés, otrora núcleo de la industria pesada de la zona. Forma parte de un proyecto mayor para la zona conocido como Isla de la Innovación que pretende recuperar por completo la zona de la ría, pero a día de hoy sólo el centro cultural y la restauración del paseo fluvial se han completado.

#### Espacios

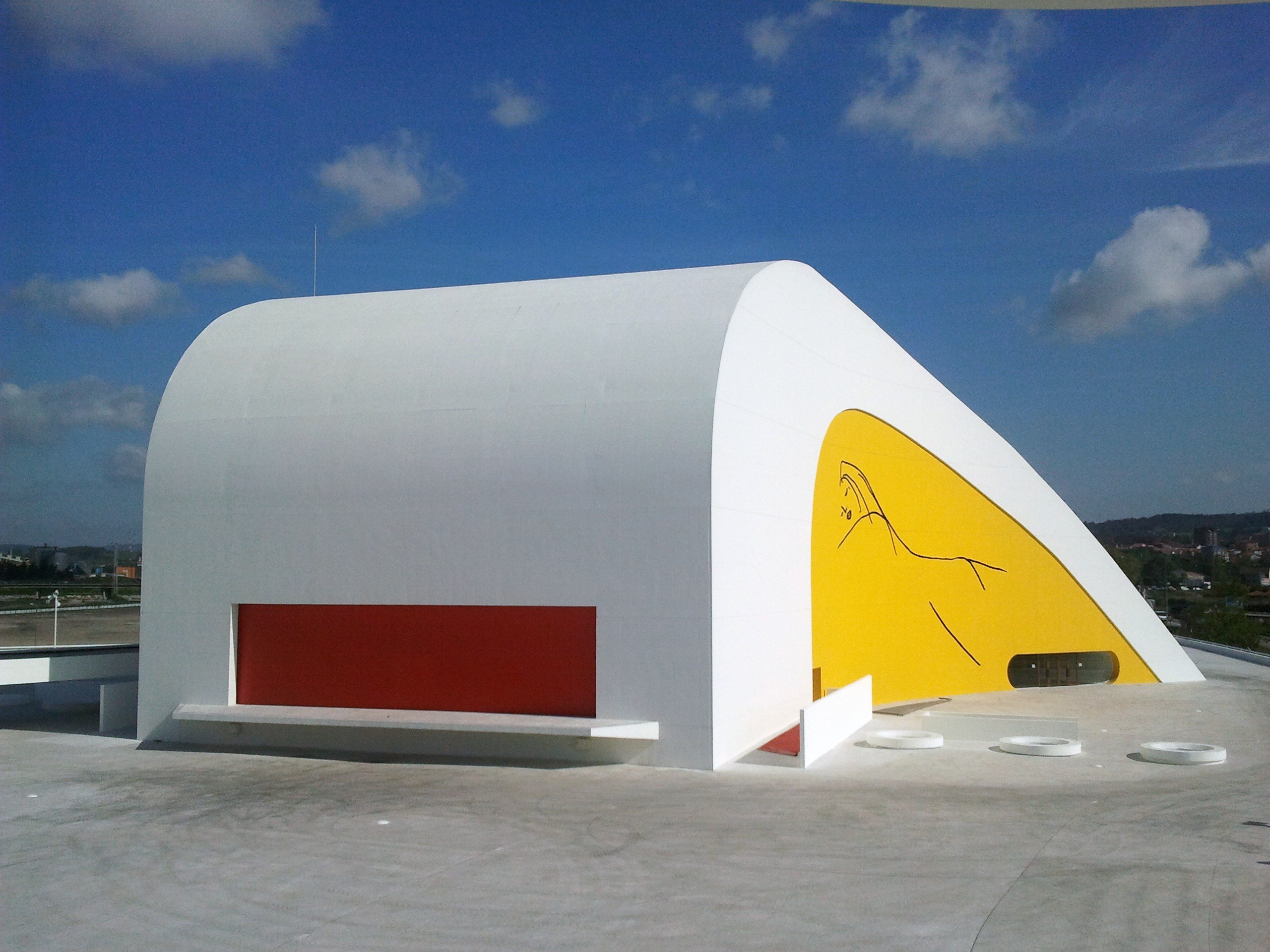
Auditorio del centro.

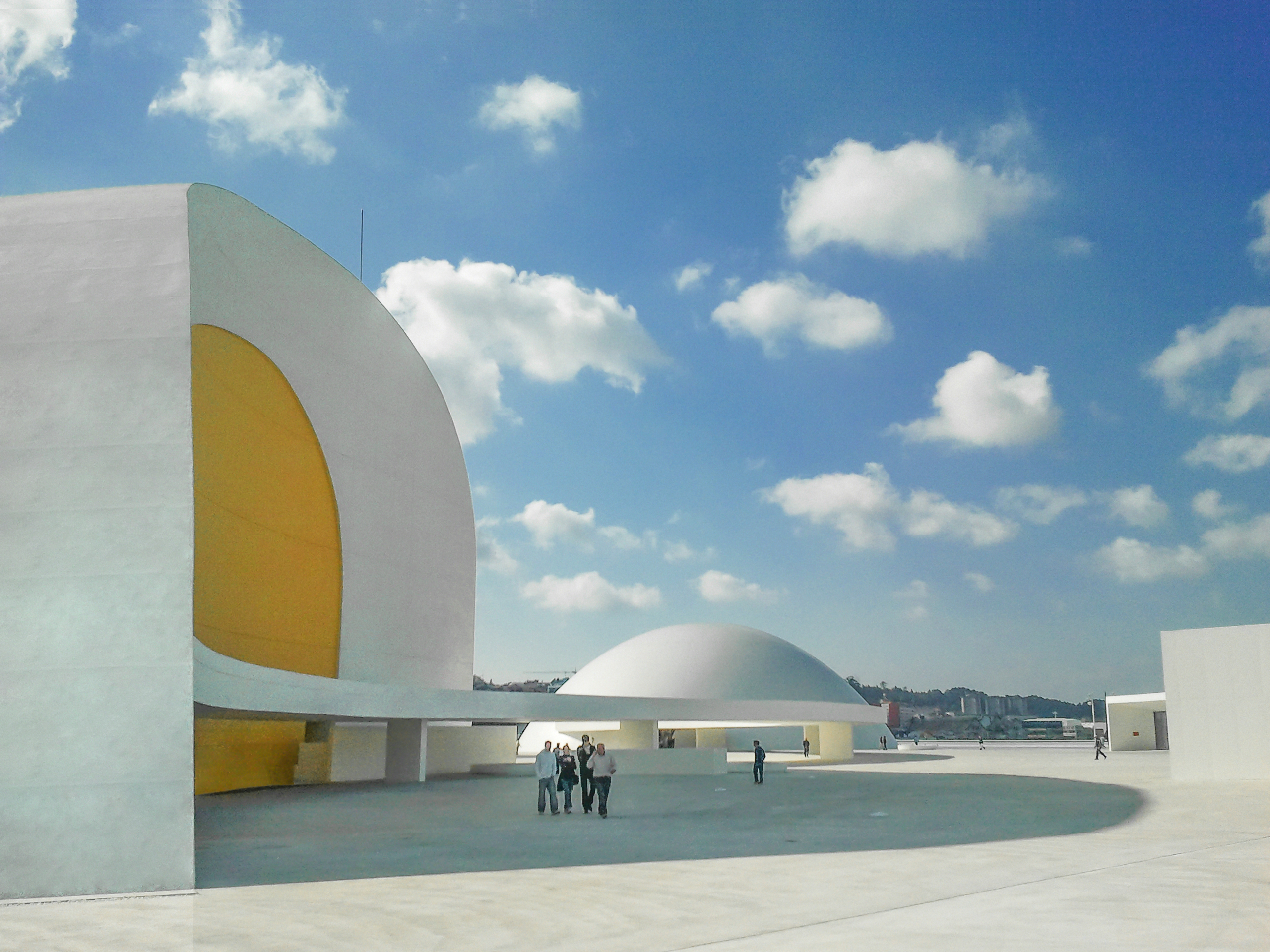
La plaza con la cúpula al fondo.

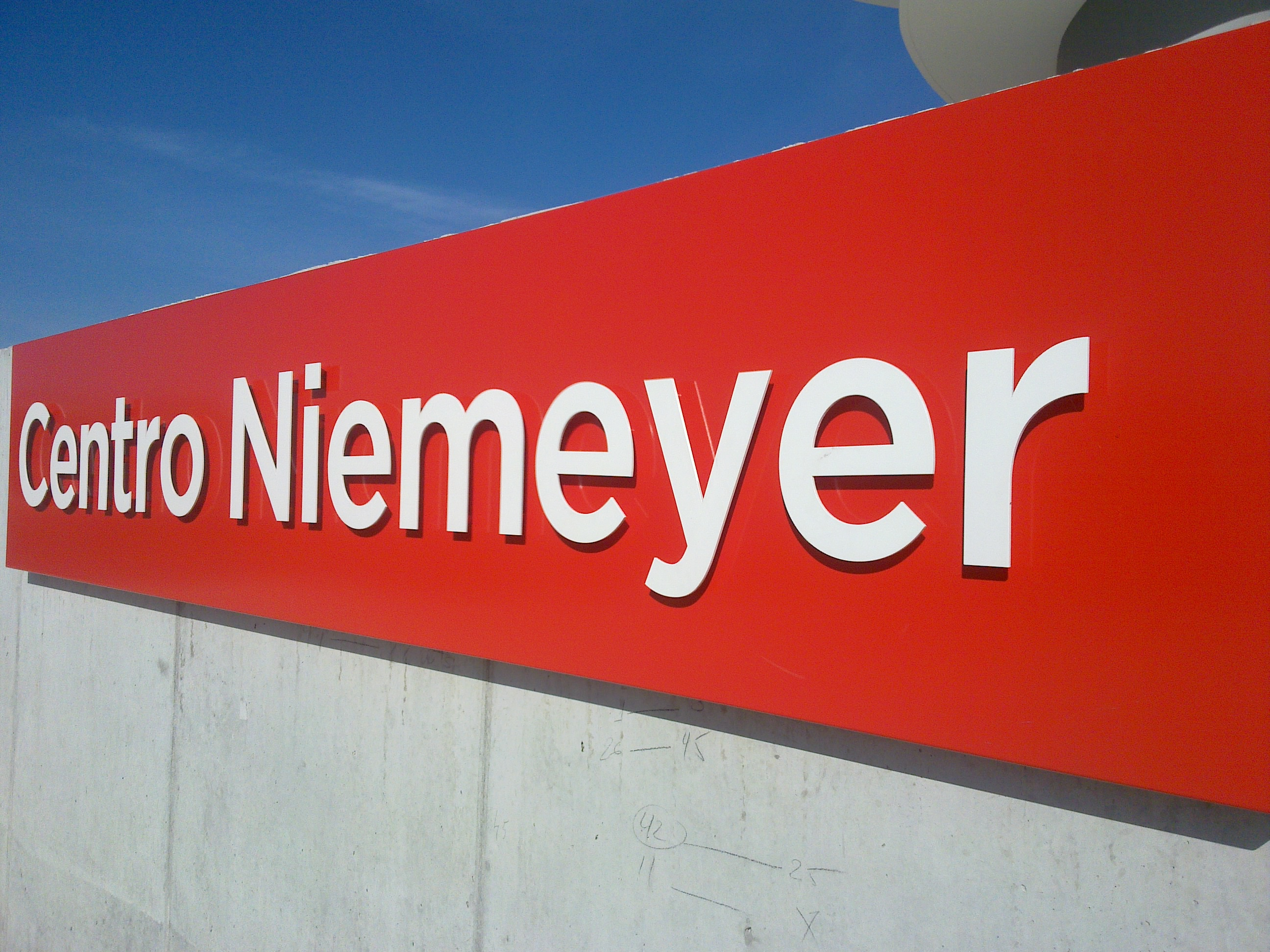
Logotipo basado en los colores de la obra de Oscar Niemeyer.

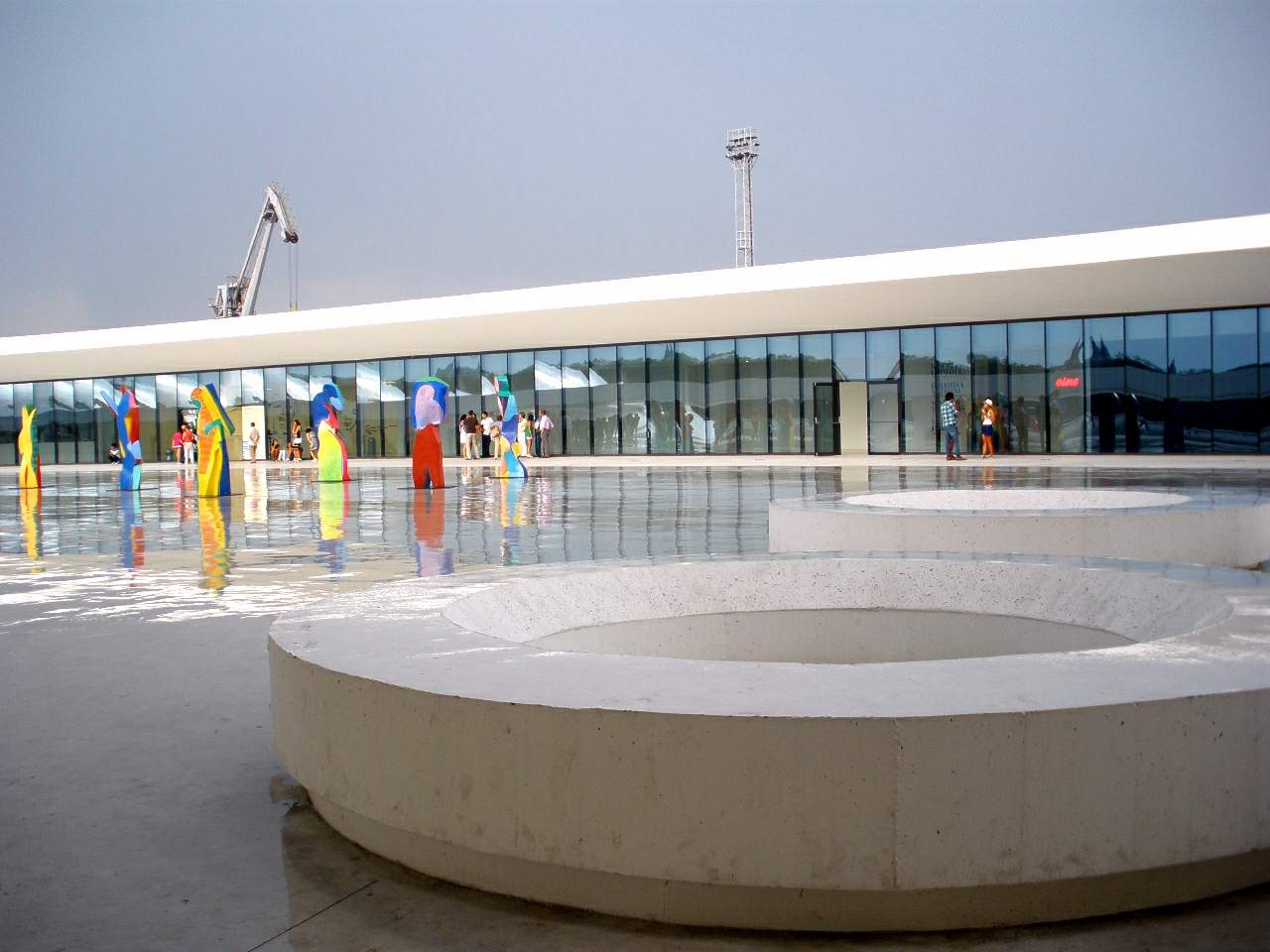
Edificio Polivalente.

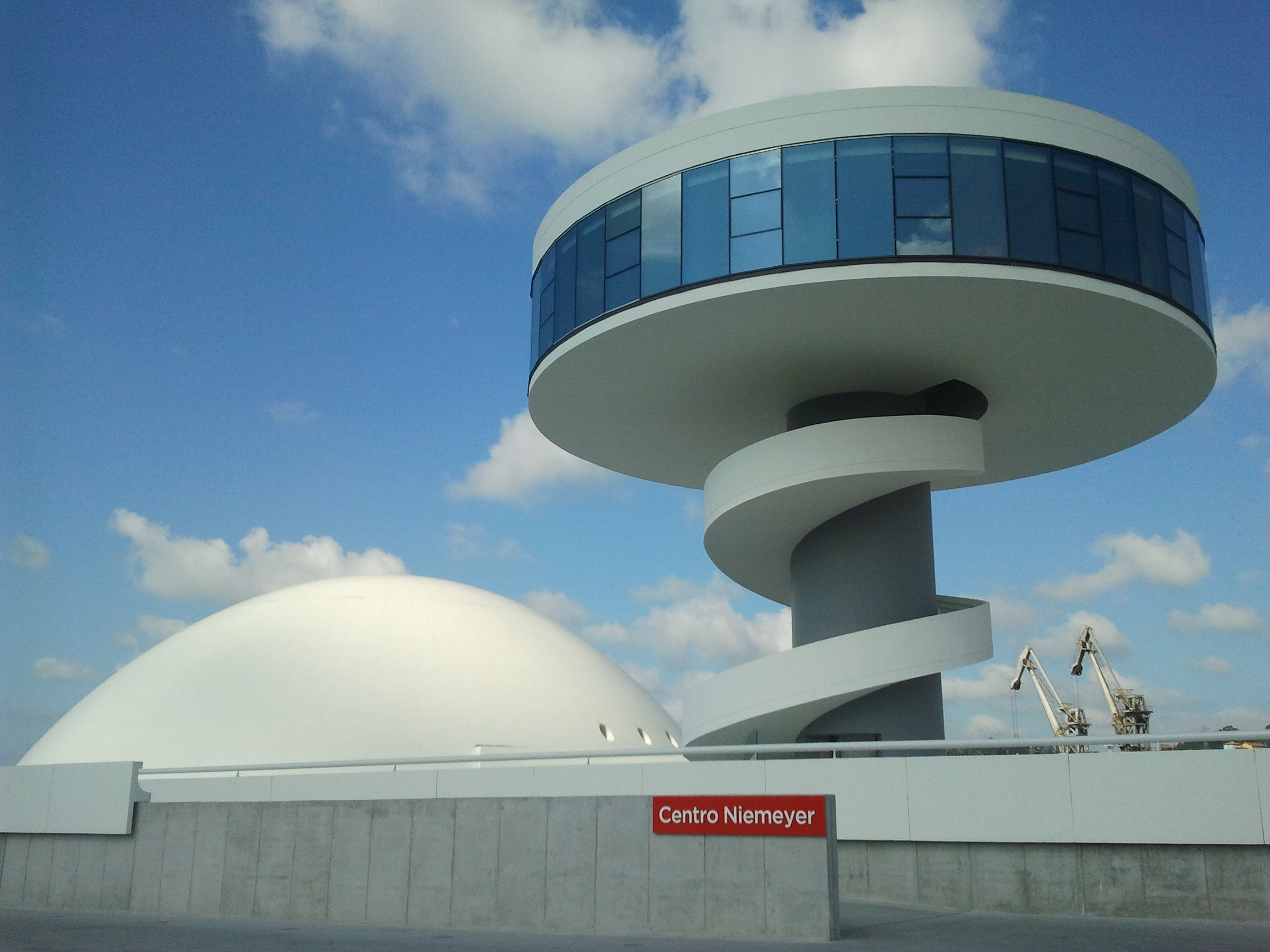
Torre mirador sobre la ría.

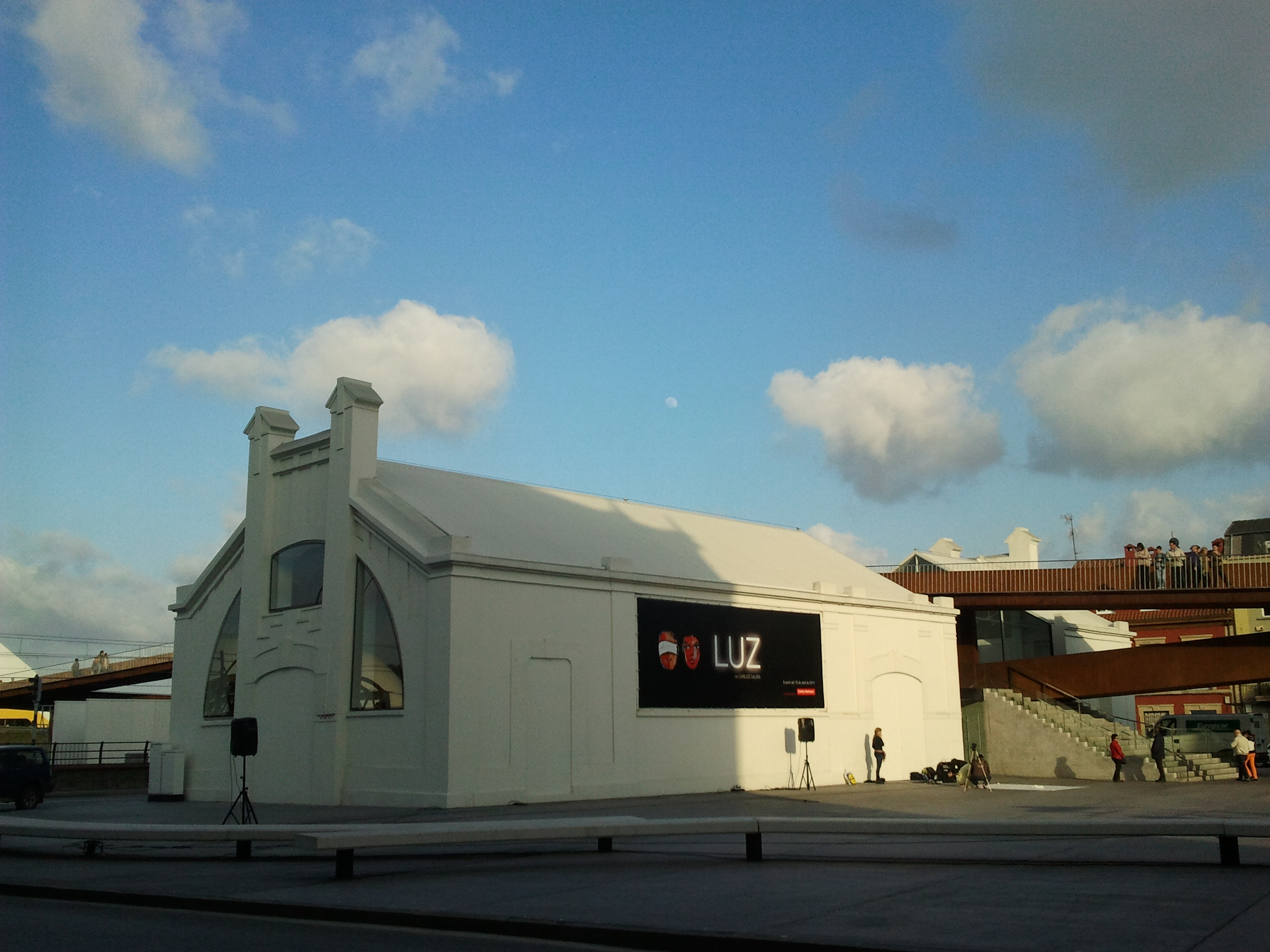
Centro de recepción de visitantes y "la grapa" en la antigua Pescadería

- La plaza: abierto al público, en la que se programan actividades culturales y lúdicas. Refleja el concepto de Oscar Niemeyer de lugar abierto. El acceso público a la plaza se realiza en el periodo diurno.
- El auditorio: En forma de "caracol", su escenario se abre hacia el patio de butacas pero también puede abrirse hacia la plaza exterior para las actuaciones al aire libre. También dispone de una sala para exposiciones de fotografía. En el mural de la pared lateral del auditorio se descubre la silueta de una mujer en relieve negro sobre fondo amarillo.
- La cúpula: La Cúpula es un espacio diáfano de aproximadamente 400 metros cuadrados destinado a exposiciones y actividades artísticas de diversa índole. Se trata de una semiesfera ejecutada en hormigón proyectado en cuyo interior destaca una lámpara de forma redondeada diseñada por el propio Oscar Niemeyer, así como una imponente escalera helicoidal de gran valor plástico. La silueta de esta construcción es similar a otras cúpulas de Niemeyer.
- La torre: Constituye un mirador sobre la Ría y la ciudad de Avilés. Con 20 metros de altura, posee un acceso helicoidal exterior que se abraza sobre una columna base para llegar al elemento superior, un disco rodeado por ventanales.
- El edificio polivalente y administrativo: que alberga la taquilla/recepción, la Sala de cine, la cafetería, varias salas de reuniones/conferencias y las oficinas del complejo.

#### Construcción
El lugar para la ubicación del proyecto fue motivo de debate, especialmente entre las tres principales ciudades asturianas que compitieron por albergar el centro (Gijón, Oviedo y Avilés.
La primera piedra se colocó en abril de 2008, dando paso a los primeros estudios de suelo previos al desarrollo de las obras.
El primer edificio en ser construido fue la cúpula. Se utilizó una técnica pionera en edificios culturales en España para alzar su estructura en menos de una hora.
Posteriormente se empezó a levantar el "Edificio polivalente" a la vez que el "Auditorio", construidos en su mayor parte con hormigón y cristal. Mientras se realizaron estos trabajos se construyeron los cimientos de la "Torre mirador" que no empezó a estar avanzada en su construcción hasta que los demás edificios del complejo estaban próximos a su finalización. Simultáneamente se construyó un aparcamiento subterráneo, añadido a la obra.
Se pavimentó la gran "plaza abierta" del centro cultural con hormigón blanco, para adecuar en torno al estilo de los edificios, y se pintaron los laterales del "Auditorio" en tonos amarillos, en contraste con el blanco. También se añadió un mural hecho de piezas de cerámica, diseñado por el arquitecto Oscar Niemeyer. Este mural representa la silueta de una mujer tumbada. La gran puerta del escenario del auditorio es de color rojo, contrastando con el blanco y el amarillo. Dicha puerta puede abrirse para convertir el escenario en un gran palco para representaciones y espectáculos en la plaza.
Finalmente, se adaptó el edificio de la antigua Pescadería Municipal al otro lado de la ría como centro de recepción de visitantes. Para ello se construyó una pasarela que atraviesa el edificio (que hubo que demoler en parte) conocida como "la grapa", comunicando este espacio con la otra orilla de la ría donde a través de una réplica de un antiguo puente metálico ("puente de San Sebastián"), se accede al centro.
La inauguración tuvo lugar en marzo de 2011, mediante un discurso televisado desde Brasilia de Oscar Niemeyer y un concierto del cineasta Woody Allen.

#### Efecto Niemeyer
En 2009 el actor norteamericano Brad Pitt, seguidor de la arquitectura de Oscar Niemeyer, se acercó a Avilés para conocer el centro. Kevin Spacey también visitó la ciudad en más de una ocasión, creando una colaboración entre el Centro Niemeyer y el "Old Vic Theatre" de Londres y llevando a cabo dos actuaciones en la ciudad: La tempestad y Ricardo III, de William Shakespeare ambas representadas en el Teatro Palacio Valdés. Woody Allen, unido a Asturias también por su premio Príncipe de Asturias, visitó y actuó en el centro.
El Centro también ha sido una parada de la Ruta Quetzal en el mes de julio de 2011.

## Actividad
El Centro Niemeyer acoge diferentes tipos de manifestaciones artísticas y culturales, y por sus instalaciones han pasado numerosos artistas nacionales e internacionales de diferentes ámbitos (artes plásticas, teatro, cine, fotografía, literatura...), como Carlos Saura, Hugo Fontela, Herminio, Enrique Carbajal, Carlos Cruz Diez, Woody Allen, Kevin Spacey, Sharon Corr, Julian Schnabel, Jessica Lange, Alfonso Zapico,  Annie Leibovitz, James Nachtwey, Nadia Lee Cohen, Spencer Tunick, etc. También ha contado con exposiciones de Sorolla, Picasso...
Desde su origen, el Centro Niemeyer coproduce actividades tales como exposiciones Tres Mujeres Magnum - Eve Arnold, Inge Morath y Cristina García Rodero, festivales como el Festival de Cine LGBTIQ - Asturias, exposiciones como LUZ de Carlos Saura, espectáculos escénicos como Utopía de María Pagés, etc.

#### Colección propia
El Centro Niemeyer cuenta con un archivo de obras expositivas que se encuentran tanto en el propio complejo cultural como en el Museo de Bellas Artes de Asturias contribuyendo así al patrimonio cultural de Asturias.

#### Exposiciones temporales e itinerantes
El Centro Niemeyer cuenta con espacios para exposiciones temporales por los que han pasado obras de artistas tales como Jessica Lange, Carlos Saura, Spencer Tunick, Sorolla, Picasso y un largo etcétera.
En 2020, por primera vez en la breve historia del centro, una de sus exposiciones llega al continente americano: Montevideo, Uruguay, con la exposición fotográfica “El viaje a Roma. Fotógrafos becarios en la Academia de España en Roma”.

## Fundación Centro Niemeyer
En 2007 se crea una fundación, cuyo nombre completo es Fundación Centro Cultural Internacional Oscar Niemeyer Principado de Asturias, la encargada de la gestión del complejo. La Fundación cuenta con un equipo de gestión cultural encargado de la programación de actividades en los distintos campos. El objetivo de la Fundación es internacionalizar el proyecto, hasta llegar a formar una red de trabajo sólida y crear una imagen de marca prestigiosa: el Centro Niemeyer.
Oscar Niemeyer fue patrono honorífico la Fundación.
En 2014 la Fundación convoca un concurso público del que sale elegido Carlos Cuadros como nuevo director/gestor del Centro Niemeyer.
El patronato de la Fundación cuenta con representantes  del sector público: el Ministerio de Educación, Cultura y Deporte, la Consejería de Educación del Principado de Asturias, el Ayuntamiento de Avilés y el Puerto de Avilés. A su vez también cuenta con representantes del sector privado como el Grupo Daniel Alonso y Asturiana de Zinc.

### Consejo asesor internacional
Cuenta también con un Consejo Asesor Internacional que colabora con el equipo de gestión cultural en la definición de los objetivos y en la preparación de contenidos. Actualmente forman parte de este Consejo el cineasta Woody Allen, el científico Stephen Hawking, el escritor Paulo Coelho, el creador de Internet y Vicepresidente de Google, Vinton Cerf, el cocinero José Andrés y el actor Brad Pitt.
Se inició una colaboración con la London School of Economics y con el teatro Old Vic de Londres (dirigido en la actualidad por el actor Kevin Spacey) y CaixaForum (de La Caixa). El 17 de octubre de 2008 se conoció la noticia de que el dramaturgo, poeta y escritor nigeriano Wole Soyinka, Premio Nobel de Literatura en 1986, también se sumaba a los apoyos al centro. Visitando Asturias en 2011, para ofrecer una charla y exposición.

## Polémica
Pese al éxito de visitas y repercusión del Centro Niemeyer a nivel nacional e internacional, en sus orígenes algunos sectores políticos y miembros de la sociedad cultural asturiana criticaron que en sus comienzos no se fomentase más la cultura de la región en el Centro, o que se dedicasen excesivas partidas públicas a su financiación mientras corrían peligro algunos de los lugares relevantes del patrimonio asturiano como los monumentos prerrománicos, declarados Patrimonio de la Humanidad (en 2010 la financiación puntual para finalizar la construcción del centro fue de más de 12 millones de euros, muy superior a las inversiones sobre el Prerrománico).
Tras las elecciones locales y regionales de 2011, el nuevo Gobierno planteó una serie de dudas sobre la gestión del complejo cultural. En ese momento se movilizan algunas asociaciones, sobre todo a través de Facebook, bajo el tema "Yo apoyo al centro cultural internacional Oscar Niemeyer", con el objetivo de defender la existencia del centro. Tuvo que hacer lo posible por mostrar su independencia de cualquier partido político. 
Durante la polémica, el 15 de diciembre termina el período de cesión en uso de los edificios a la Fundación Centro Niemeyer. Se cerró el centro y un mes más tarde el complejo cultural reabrió con un nuevo proyecto y nombre.
A través de diversas manifestaciones y eventos artísticos se hacen eco de la situación los medios nacionales. Tras unos meses, y después de elecciones anticipadas en el Principado de Asturias, el nuevo gobierno regional decidió recuperar la Fundación Centro Niemeyer con la intención de recuperar a su vez el proyecto original. 
La primera gestión del centro durante los años 2010 y 2011 entró en proceso judicial para aclarar la contabilidad de los primeros años de existencia del complejo,  imputando al ex-director del centro de aquella época, Natalio Grueso. En 2020 éste fue condenado a 8 años de prisión por malversación. 

## Galardones y reconocimientos
- Mejor Proyecto Nacional en Barcelona Meeting Point (2010)[28]

- Mejor Proyecto Urbanístico en los premios al Éxito Empresarial en Asturias. (2010)[29]

- Icono de la Asturias de hoy elegido por los lectores del diario El Comercio (2011)[30]

- II Premio en la categoría placa de yeso laminado en el VIII Saint-Gobain Gypsum International Trophy Awards. Junio 2012[31]

- Premio del Público del Festival de Jeréz 2012 a "UTOPÍA" de María Pagés (coproducción del Centro Niemeyer)[32]

- Premio Triángulo Rosa 2016 de la asociación asturiana Xega para destacar la acción positiva de esta institución asturiana en favor del colectivo LGBT, mediante la organización del Festival de Cine LGBTIQ - Asturias.[33]

- Institución cultural más valorada de Asturias en 2017.[34]

- Tercera institución cultural más valorada de Asturias en 2019.[35]

- Lugar recomendado por The New York Times[36]

- Premio a la Mejor web de Asturias XXI organizado por el diario El Comercio (España) en la categoría de Tiempo libre y Ocio.[37]

- Tercera institución cultural más valorada de Asturias en 2020.[38]